# Le Petit (Bataille)
Pour les articles homonymes, voir Le Petit.
Le Petit est un court récit de Georges Bataille, paru en 1943 (antidaté de 1934), sous le pseudonyme de Louis Trente, ou Louis XXX, sans nom d'éditeur - en réalité Georges Hugnet (tirage unique à 63 exemplaires, dont 13 hors commerce). Correspondant parisien de son ami Bataille, alors à Vézelay, Michel Leiris a contribué à distribuer quelques exemplaires de cet ouvrage clandestin. Le texte a été ensuite réédité par Jean-Jacques Pauvert en 1963, réédition posthume, avec le nom véritable de l'auteur, qui passa presque aussi inaperçue que l'édition originale ; même s'il convient de mentionner la réaction d'André Breton, qui écrit à Pauvert : « Le Petit, du fait sans doute que Bataille n'est plus là, offre de sa pensée l'aspect le plus creusé, le plus pathétique et atteste l'importance qu'elle prendra dans le proche avenir. »
« J'écris pour oublier mon nom », dira Bataille un peu plus tard. Au-delà de cet effacement de la personne de l'auteur, et d'une échappatoire à la généalogie familiale, les pseudonymes choisis pour signer clandestinement ses premiers récits érotiques entrent en résonance les uns avec les autres, et renvoient tous plus ou moins à une transcendance ou une élévation bafouées, rendant dérisoire la souveraineté divine (Lord Auch pour Histoire de l'œil, Pierre Angélique pour Madame Edwarda) ou royale, comme c'est le cas avec Louis Trente, qui désigne le « petit », c’est-à-dire l’enfant, mais aussi l’anus, tel qu'il était désigné dans les bordels, précise Bataille. On note aussi qu'il confond Louis XIV, le Roi-Soleil, le plus haut, et Louis XVI, le roi décapité, le plus bas. Bataille écrira plus tard, vers 1954, un « recueil de poèmes et de réflexions » intitulé La Tombe de Louis XXX ; ainsi, Louis XXX s'inscrit dans la lignée bataillienne des dieux ou souverains qui sont profanés, mis au supplice, à l'agonie, puisque « le petit », appellation familière et argotique de l'anus et de la sodomie, devient le nom blasphématoire de Dieu, un Dieu-anus, parent du Dianus sous le pseudonyme duquel Bataille publie dans Mesures, en 1940, quelques pages de ce qui deviendra Le Coupable. Cette image du Dieu souillé se superpose à celle du pseudonyme Lord Auch, puisque Louis Trente révèle être Lord Auch : « Dieu se soulageant ».
Chez Bataille, les pseudonymes, les noms, les mots, les textes se font écho, tissant une unité, comme une Somme (athéologique) de variations d'un même texte. Autre exemple, dans la troisième des cinq sections qui composent l'ouvrage, W.-C. (Préface à l'Histoire de l'œil), Bataille fait mention pour la première fois de son premier livre détruit, W.-C., écrit sous le pseudonyme de Troppmann (le nom même qui sera attribué au narrateur du Bleu du ciel) : « J’avais écrit, un an avant l’"Histoire de l’œil", un livre intitulé "W.-C." : un petit livre, assez littérature de fou. "W.-C." était lugubre autant qu’"Histoire de l’œil" est juvénile. [...] c’était un cri d’horreur (horreur de moi, non de ma débauche, mais de la tête de philosophe où depuis… Comme c’est triste !). » « Le petit » étant devenu une façon de nommer Dieu, Cécile Moscovitz note qu'« il est en ce sens l'homologue masculin d'Edwarda : de même que cette prostituée est “Dieu”, le “petit” invoque Dieu dans un lieu de prostitution. C'est donc littéralement le nom de Dieu, mais d'un Dieu qui, “traduit en justice, condamné, mis à mort”, agonise. » « Dieu, ce mort », écrit Bataille, ou bien encore : « Le “petit” : rayonnement d'agonie, de la mort, rayonnement d'une étoile morte ». Sous la forme hâtive et concentrée d'un journal, rassemblant aphorismes et sentences, ce récit prend des allures d'écrit philosophique ou métaphysique, et s'apparente, par ses thèmes, au Coupable, comme l'ont relevé Jean-Louis Baudry ou Michel Surya, lequel écrit : « Le Petit est une sorte de Coupable en plus nu, en plus bref, en plus brisant [...] Madame Edwarda est la clé de L'Expérience intérieure, comme Le Petit est la clé du Coupable : les clés lubriques. »
À la mort, ou plutôt à l'agonie du « petit » fait écho celle du narrateur (« je me raconte mort »), et aussi celle du père (« mon père agonisant »). Bataille rappelle en effet, avec des accents proches des « Coïncidences » figurant à la fin de l'Histoire de l'œil (1928), certains épisodes de son enfance et de son adolescence. Comme à la fin de ce récit initial, Bataille revient ainsi sur le drame familial et la figure de son père, syphilitique, paralysé et aveugle, et se sentant « coupable » évoque le mythe d’Œdipe : « Mon père m’ayant conçu aveugle (aveugle absolument), je ne puis m’arracher les yeux comme Œdipe. J’ai comme Œdipe deviné l’énigme : personne n’a deviné plus loin que moi. [...] Le malheur m’accablait, l’ironie intérieure répondait : "tant d’horreur te prédestine !" [...] Aujourd’hui, je me sais "aveugle" sans mesure, l’homme "abandonné" sur le globe comme mon père à N. ».